# Forces spéciales polonaises
Les Forces spéciales polonaises, polonais : Wojska Specjalne  est une des branches des forces armées polonaises. 
Cette structure a été officiellement créée en 2007 et son siège se trouve a Cracovie.

## En images

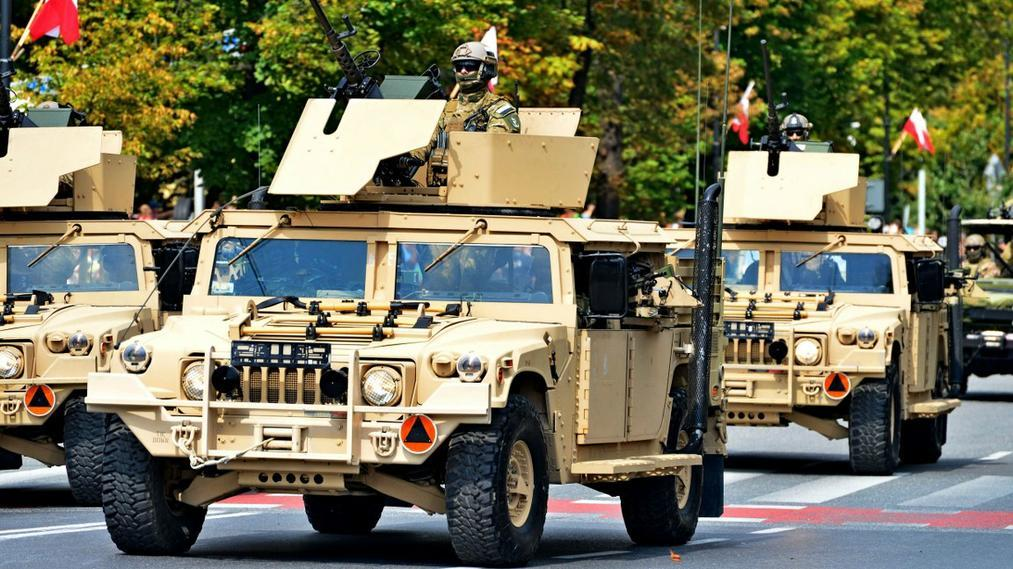
Défilant le
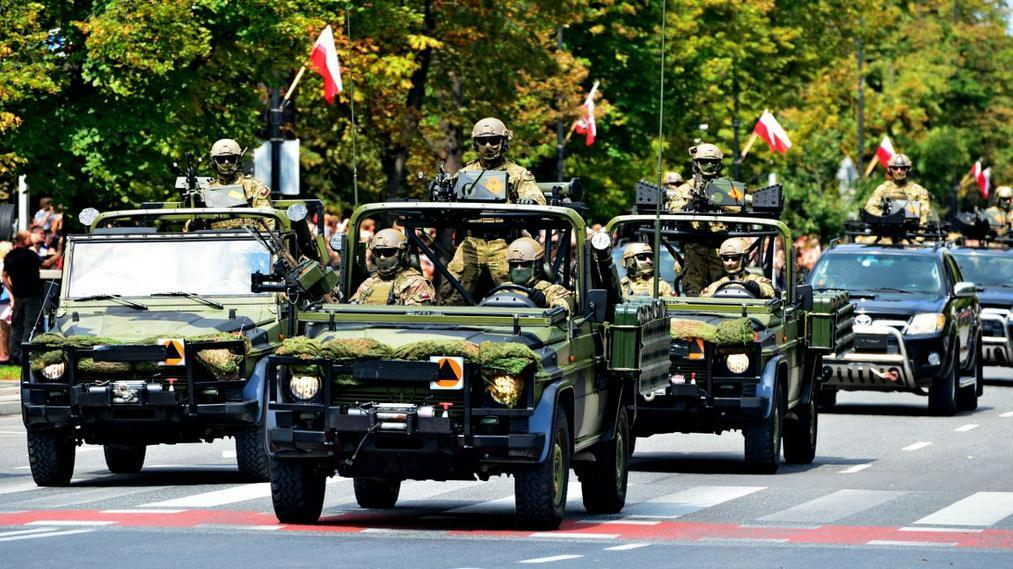
15 août 2014.
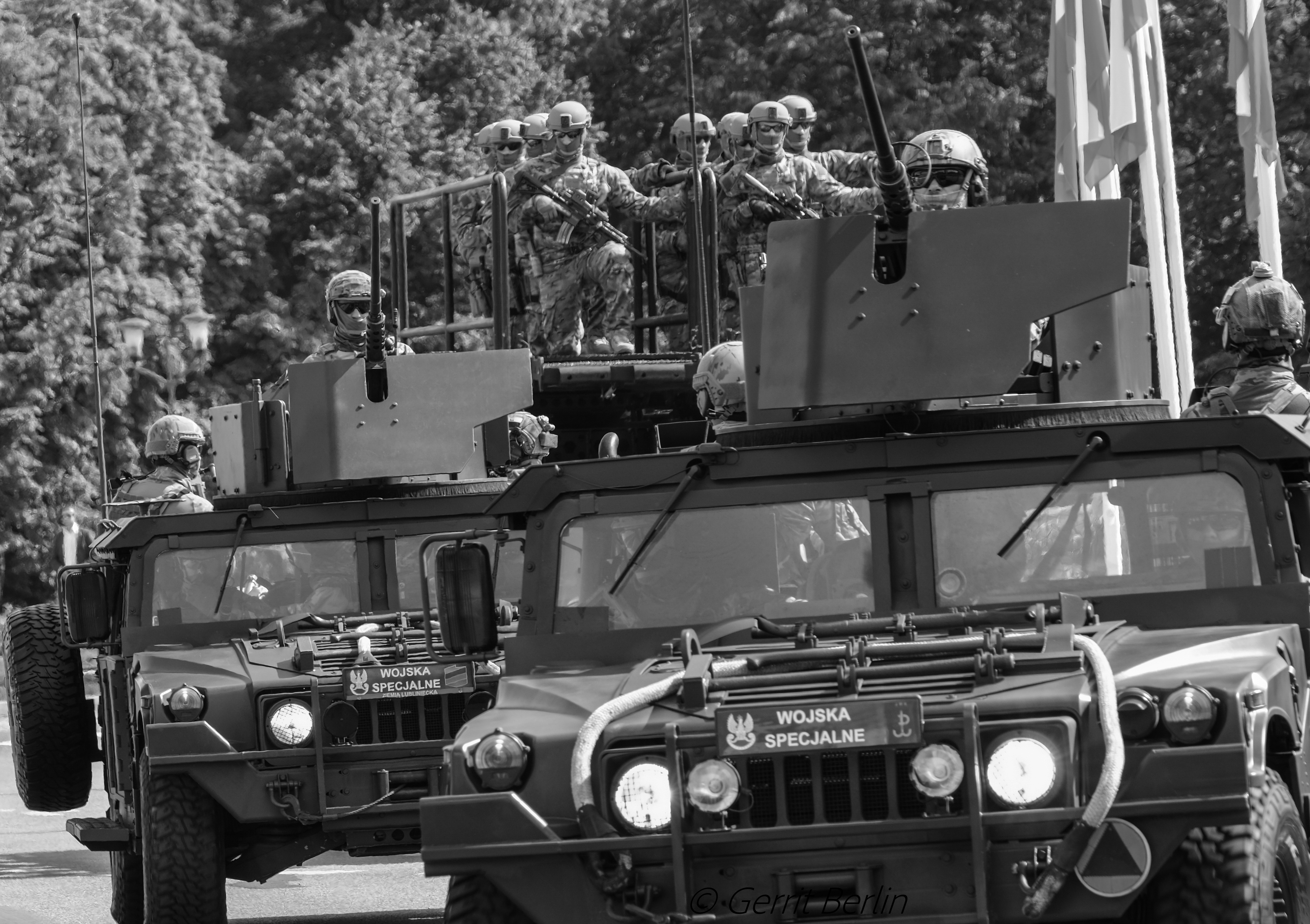
Et 2019.
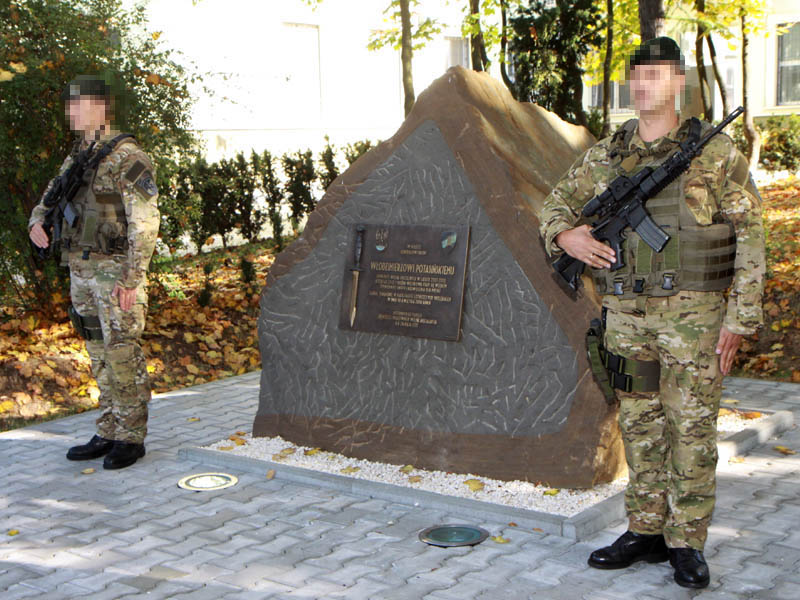
Au commandement des forces.
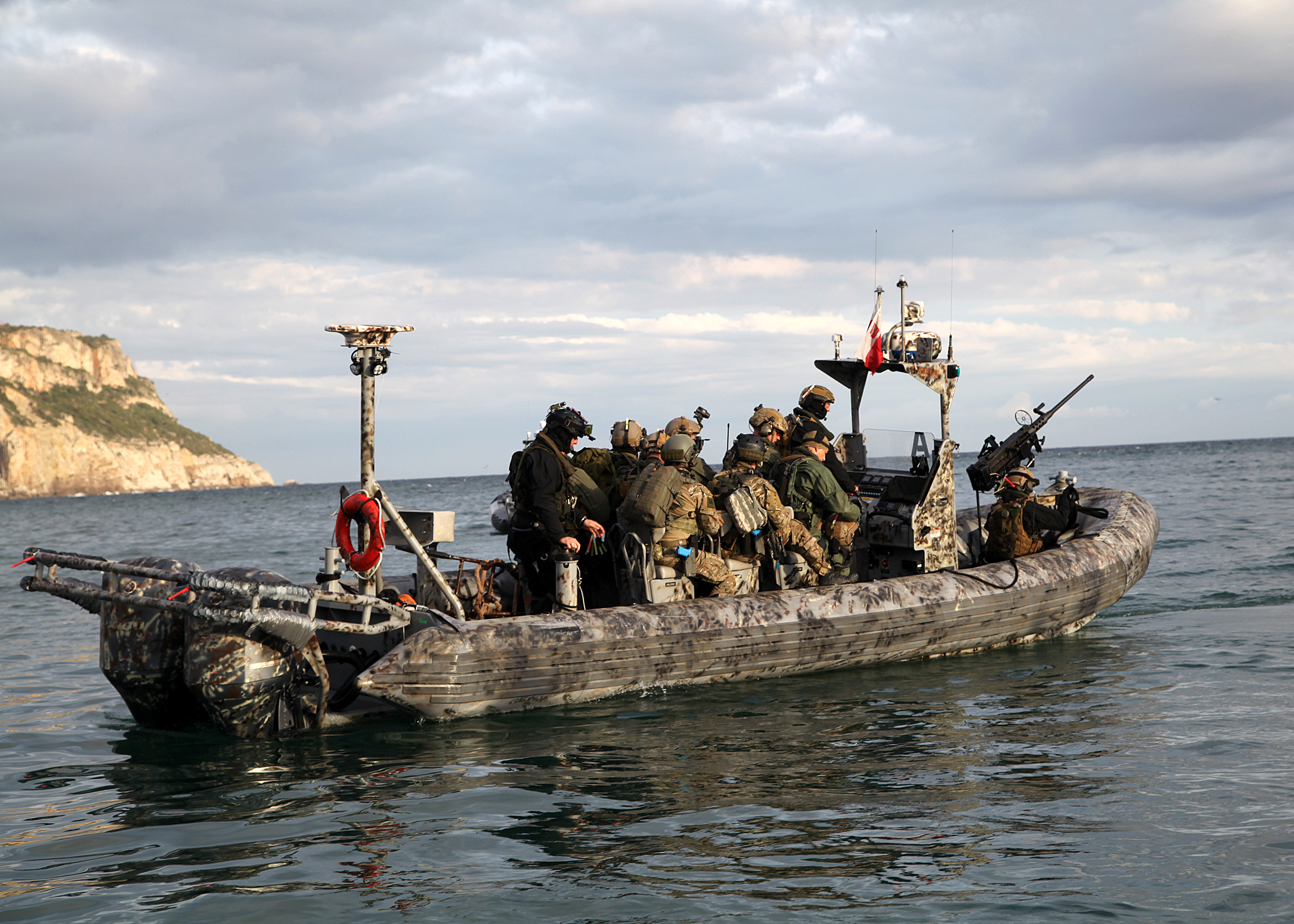
Exerce OTAN Trident 2015.

## Forces
Les GROM
- Premier régiment spécial de commandos,
- JW AGAT,
- Jednostka Wojskowa NIL,
- 7e escadron d'aviation spécial,
- Unité maritime d'actions spéciales Formose.